# Acetato de benzila
Acetato de benzila é um composto orgânico com a fórmula molecular C9H10O2. É o éster formado por condensação de álcool benzílico e ácido acético.
O acetato de benzila é encontrado naturalmente em muitas flores. É o principal constituinte dos óleos essenciais das flores jasmim, ylang ylang e tobira possuindo agradável aroma doce que lembra jasmim. Consequentemente, é amplamente utilizado nas perfumarias e cosméticos transmitindo flavores semelhantes aos de maçã e pêra.
É um dos muitos compostos que é atraente para os machos de várias espécies de abelhas das orquídeas, que aparentemente reúnem o produto químico para sintetizar os feromônios; é comumente usado como isca para atrair e coletar essas abelhas para estudo.
O acetato de benzila também é utilizado como solvente em plásticos e resinas, acetato de celulose, nitrato, óleos, lacas, polimentos e tintas.